# Yanet García
Yanet García, all'anagrafe Yanet Cristal García San Miguel (Monterrey, 14 novembre 1990), è una modella e conduttrice televisiva messicana.
Conosciuta come La Chica del Clima, nell'ottobre 2015 uno dei suoi segmenti di previsioni del tempo è diventato virale.

## Biografia
Yanet García è nata il 14 novembre 1990 a Monterrey. Ha studiato contabilità pubblica e ha conseguito la certificazione di coach nutrizionale presso l'Institute for Integrative Nutrition di New York, partecipando a conferenze sulla nutrizione presso l'Università di Harvard.
Quando aveva 20 anni, aprì la sua accademia di modella professionale a Santiago, Nuevo León, chiamata "Yanet García Models". Nel 2013 ha partecipato al casting del concorso "Nuestra Belleza Nuevo León". Ha debuttato come presentatrice meteorologica nel 2014 nel programma Las Noticias di Televisa Monterrey e nel 2015 ha iniziato a dirigere la sezione meteorologica del programma Gente Regia. dove è diventata famosa. Successivamente, ha posato per la rivista H para Hombres in ottobre.
Nel 2017 la rivista americana FHM l'ha scelta come una delle cento donne più belle del mondo. Nello stesso anno, ha debuttato come attrice nel film Sharknado 5: Global Warming. Nel 2018 entra a far parte del programma Hoy di Televisa e, quell'anno, posa per la rivista internazionale Maxim per il mese di luglio.
Nel 2019, ha recitato nel film spagnolo Bellezonismo. Nel 2020, ha debuttato sulla rete televisiva americana in lingua spagnola Univision.
Nel 2021 apre il suo account OnlyFans, contando circa 5mila follower nel 2022.